# Milano-Malpensa flygplats
Milano-Malpensa flygplats (Italienska: Aeroporto di Milano-Malpensa) (IATA: MXP, ICAO: LIMC) är en internationell flygplats cirka 48 km nordväst om Milano i Italien. Den är den största internationella flygplatsen i norra Italien och betjänar Lombardiet, Piemonte och Ligurien, samt den schweiziska kantonen Ticino. Flygplatsen ligger 49 kilometer nordväst om Milano,bredvid floden Ticino som delar Lombardiet och Piemonte. Från flygplatsen kan man åka tåg in till Milano med Malpensaexpressen. Det tar cirka 40 min till stationen Cadorna.
År 2022 betjänade Malpensa flygplats 21,3 miljoner passagerare och var den 23:e mest trafikerade flygplatsen i Europa när det gäller passagerare och den 2:a mest trafikerade flygplatsen i Italien i termer av passagerare efter Rom-Fiumicino flygplats. Det är den mest trafikerade flygplatsen i Italien för frakt och last, och hanterar 721 254 ton internationell frakt årligen (2022). Malpensa flygplats är 9:e i världen och 6:e i Europa vad gäller antalet länder som trafikeras med direkta reguljärflyg.
Tillsammans med Linate Airport och Orio al Serio Airport bildar den Milanos flygplatssystem med tillsammans 42,2 miljoner passagerare 2022, det största flygplatssystemet i Italien efter antal passagerare.
Flygplatsen öppnades 1909 av Giovanni Agusta och Gianni Caproni för att testa sina flygplansprototyper, innan de bytte till civil drift 1948.

## Historik

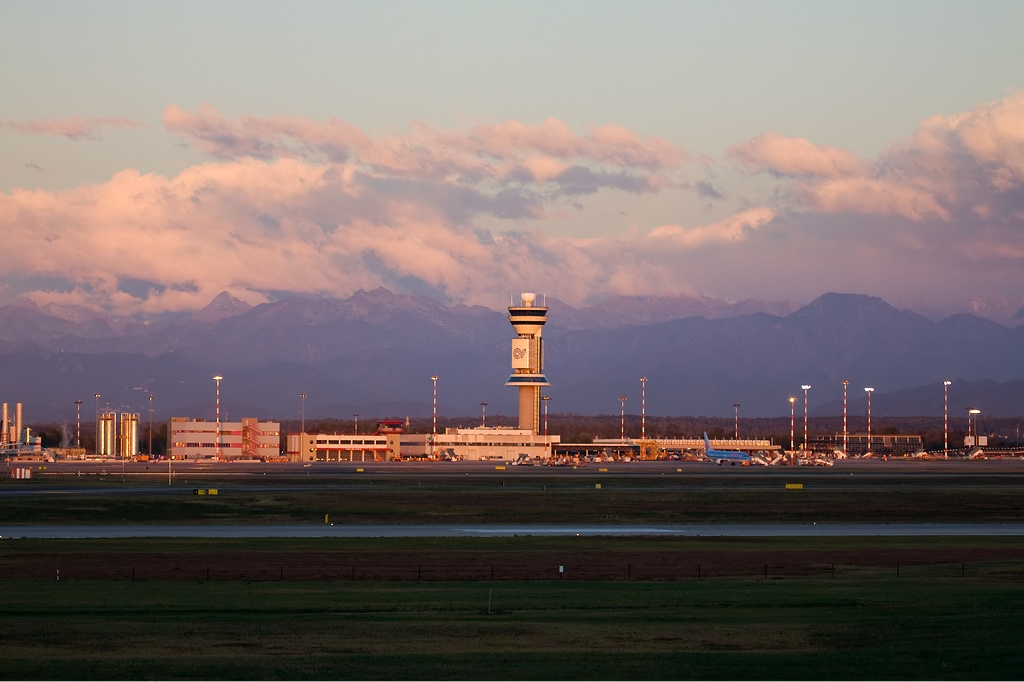
Flygledningstornet med de italienska Alperna synliga i bakgrunden

Platsen för dagens Malpensa flygplats har haft flygverksamhet i mer än 100 år. Den första började den 27 maj 1910, när bröderna Caproni flög sin "flygmaskin", Cal-biplanet. Under åren som följde lyfte många flygplansprototyper från samma plats; så småningom beslutades det att uppgradera jordbruksområdet till ett reellt flygfält. Både Gianni Caproni och Giovanni Agusta etablerade fabriker på den nya platsen. Flygfältet utvecklades snart till det största flygplansproduktionscentret i Italien.
Under 1920- och 1930-talen var flygfältet platsen för två skvadroner av Regia Aeronautica Italiana (italienska flygvapnet). I september 1943 togs Malpensa flygfält över av Nazitysklands Luftwaffe när norra Italien invaderades av Adolf Hitler. Strax efter ankomsten anlade tyskarna flygfältets första betongbana.
Malpensa flygplats inledde officiellt kommersiell verksamhet den 21 november 1948 som Aeroporto Città di Busto Arsizio, även om det belgiska nationella bolaget Sabena hade börjat flyga till Bryssel härifrån ett år tidigare. Den 2 februari 1950 blev Trans World Airlines (TWA) det första företaget att flyga långdistansflyg från Malpensa, med hjälp av Lockheed Constellations på sina linjer till New York Idlewild Airport (nu JFK).
Mellan 1958 och 1962 byggdes en ny terminal på Malpensa (dagens Terminal 2) och flygplatsens två parallella landningsbanor utökades till 3 915 m och blev den längsta i Europa vid den tiden. I början av 1960-talet hade dock stora europeiska flygbolag som British Airways, Air France, Lufthansa och Alitalia flyttat majoriteten av sina tjänster till Linate flygplats, som låg bara 11 km öster om Milanos centrum, vilket gjorde det mycket lättare för passagerare att nå centrala Milano.
I slutet av 1985 hade en lag antagits av det italienska parlamentet som banade väg för omorganisationen av Milanos flygplatssystem. Malpensa utsågs till centrum för alla tjänster som täcker norra Italien, medan Linate flygplats nedgraderades till en inrikes- och kortdistansanläggning. "Malpensa 2000", som planen kallades, omfattade byggandet av en ny terminal samt utvecklingen av snabba, effektiva förbindelser till Milanos stadskärna.
Terminal 1 öppnade 1998 och natten mellan den 24 och 25 oktober 1998 flyttade Alitalia majoriteten av sin flotta från Roms flygplats Fiumicino – varifrån den hade flugit i över 50 år – till flygplatsen Malpensa. Flygplatsen startade ett nytt liv som det italienska bolagets huvudnav. Alitalia lade upp till 488 starter och 42 000 passagerare per dag vid anläggningen som i slutet av 1998 hade hanterat 5,92 miljoner passagerare (en ökning med mer än två miljoner jämfört med föregående års siffra). 1999 öppnade en järnvägsstation till Terminal 1.
År 2008 lanserades en ny utvecklingsplan av Società Esercizi Aeroportuali SpA (SEA) till en kostnad av 1,4 miljarder euro för att införa en tredje pir för Terminal 1 och utbyggnad av en tredje landningsbana. Som ett överraskande drag i sammanhanget tillkännagav Alitalia dess beslut att återgå till Roms flygplats Fiumicino som sitt huvudnav, på grund av "höga driftskostnader" på Malpensa flygplats. Alitalia drog sig dock inte helt ur Malpensa och fortsatte att flyga flera inrikes- och europeiska linjer från Milano och två interkontinentala flygningar (till New York–JFK och Tokyo–Narita).
Som svar på Alitalias tillbakadragande lanserade operatören SEA ett omfattande reklamprogram och marknadsförde Malpensa flygplats aggressivt runt om i världen. Som ett resultat av detta, från 2008 till 2011, tillkom totalt 34 nya passagerar- och fraktrutter till Malpensas nätverk.
Lågprisbolaget EasyJet gjorde Malpensa till sin huvudbas efter London Gatwick, med mer än 20 av sina Airbus A319 och Airbus A320 baserade där. Flygbolaget flyger för närvarande från Malpensa till mer än 70 destinationer i Italien och över hela Europa. Konkurrenten Ryanair bekräftade planer på att öppna en driftbas i Malpensa från december 2015, initialt med ett flygplan.

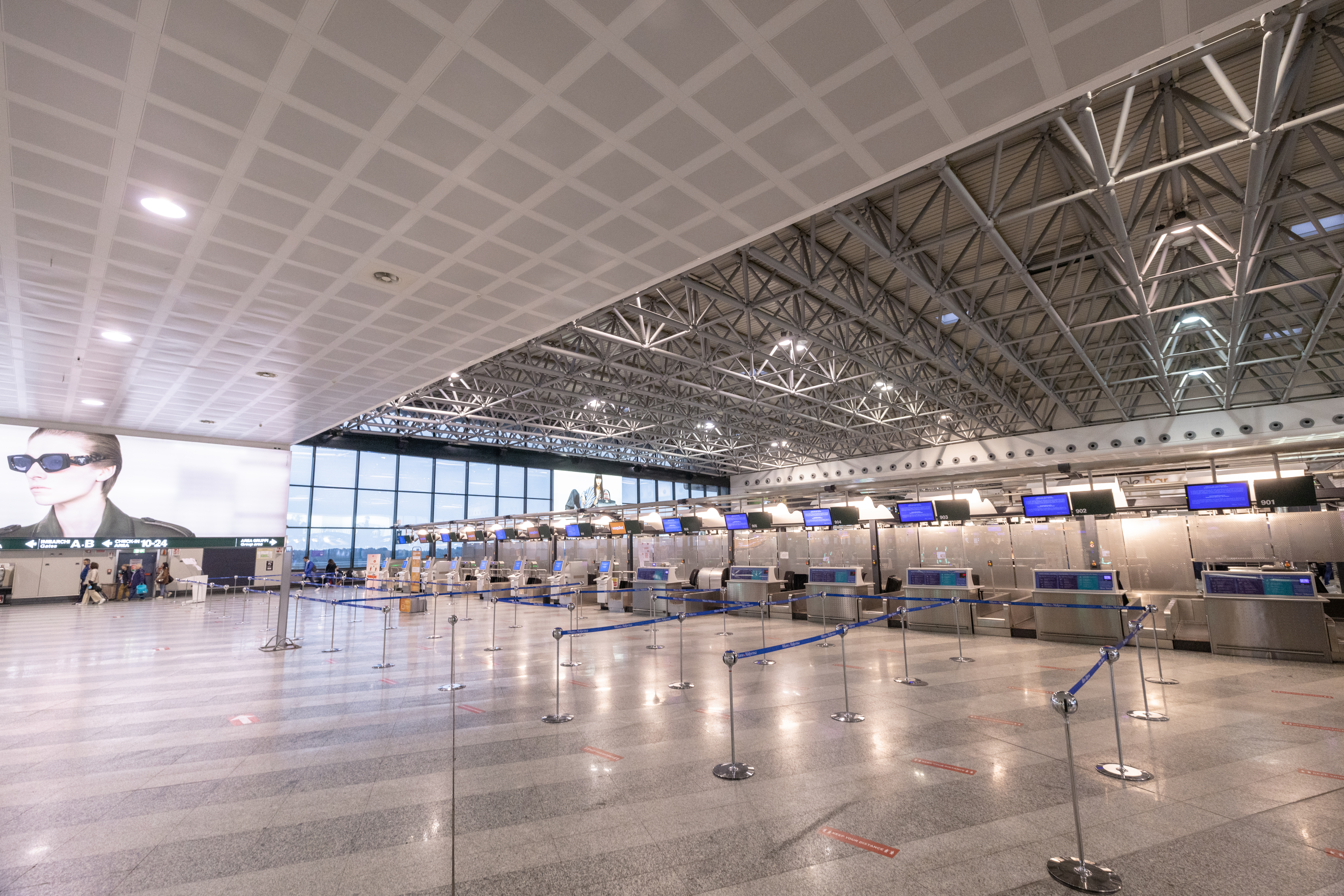
Terminal 1 (öppnad 1998)
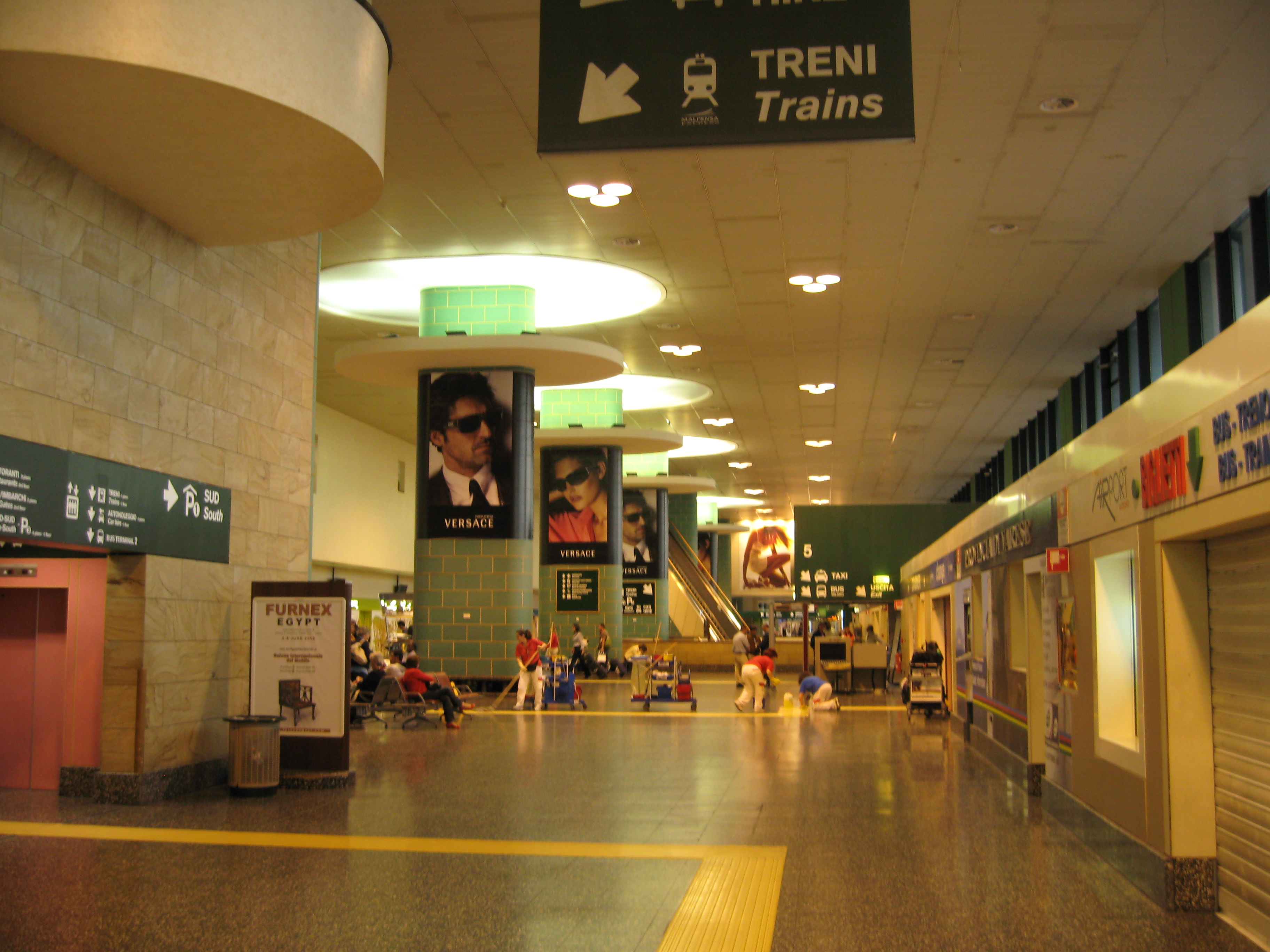
Terminal 2 (öppnad 1962)
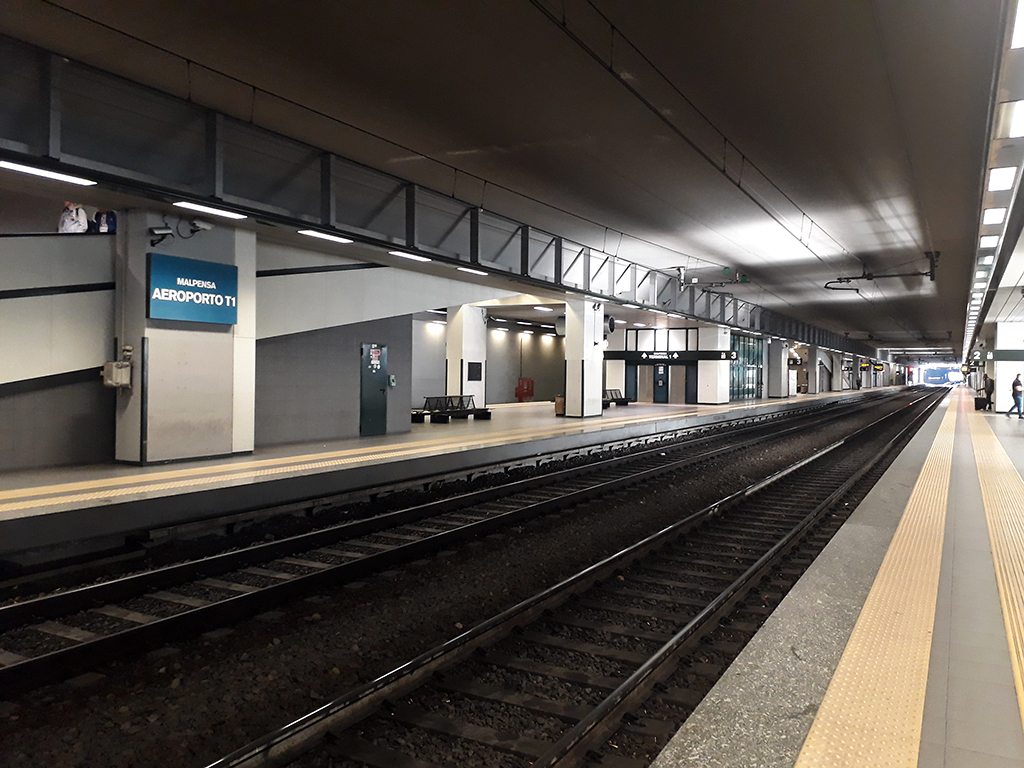
Terminal 1 järnvägsstation (öppnad 1999), 4 spår
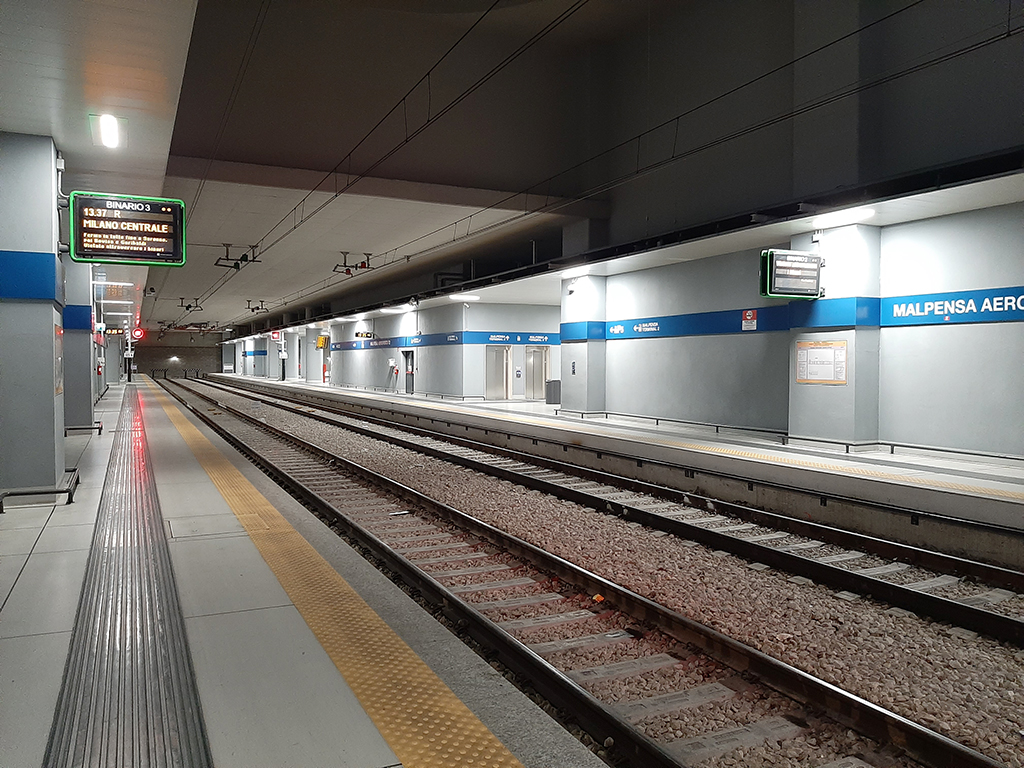
Terminal 2 järnvägsstation (öppnad 2016), 2 spår

År 2014 lades ett kontrakt för förlängning av järnvägslinjen från terminal 1 till terminal 2. Linjen öppnades i december 2016. Den nya järnvägsstationen Malpensa Terminal 2 ligger inom 200 m norr om ankomsthallen T2, som nås via en täckt utomhus gångväg.

## Flygbolag och destinationer
Följande flygbolag erbjuder året runt och säsongsbetonade reguljär- och charterflyg på Malpensa Airport:
| Flygbolag                     | Destinationer |
| ----------------------------- | --- |
| Aegean Airlines               | Aten, Thessaloniki |
| Aer Lingus                    | Säsong: Dublin |
| Aeroitalia                    | Säsong charter: Marsa Alam, Sharm El Sheikh |
| Air Albania                   | Tirana |
| Air Algérie                   | Alger |
| Air Cairo                     | Kairo, Sharm El Sheikh Säsong: Hurghada, Luxor |
| Air Canada                    | Montreal–Trudeau, Toronto–Pearson |
| Air China                     | Beijing–Capital, Shanghai–Pudong, Wenzhou |
| Air Dolomiti                  | Frankfurt, München |
| Air Europa                    | Madrid |
| Air France                    | Paris–Charles de Gaulle |
| Air Horizont                  | Säsong charter: Olbia |
| Air India                     | Delhi |
| Air Malta                     | Malta (ends 30 March 2024) |
| Air Senegal                   | Dakar–Diass (till 15 januari 2024) |
| Air Serbia                    | Belgrad |
| airBaltic                     | Riga Säsong: Tammerfors |
| AlbaStar                      | Säsong: Catania, Lampedusa Säsong charter: Cagliari |
| Albawings                     | Säsong: Tirana |
| American Airlines             | New York–JFK |
| Austrian Airlines             | Wien |
| Azerbaijan Airlines           | Baku |
| Azores Airlines               | Säsong: Ponta Delgada (start 5 juni 2024) |
| BeOnd                         | Malé (begins 3 July 2024) |
| British Airways               | London–Heathrow |
| Brussels Airlines             | Bryssel |
| Bulgaria Air                  | Sofia (återupptas 1 mars 2024) |
| Cathay Pacific                | Hong Kong |
| Croatia Airlines              | Säsong: Split |
| Cyprus Airways                | Larnaca |
| Delta Air Lines               | Atlanta, New York–JFK |
| easyJet                       | A Coruña, Amsterdam, Aten, Barcelona, Bari, Beauvais, Birmingham, Bordeaux, Brindisi, Bristol, Cagliari, Catania, Comiso, Köpenhamn, Edinburgh, Fuerteventura, Hurghada, Lamezia Terme, Lanzarote, Lissabon, London–Gatwick, London–Luton, Lourdes, Luxembourg, Málaga, Marsa Alam, Manchester, Marrakech, München, Nantes, Neapel, Olbia, Palermo, Palma de Mallorca, Paris–Charles de Gaulle, Porto, Prague, Reykjavík–Keflavík, Sharm El Sheikh, Tel Aviv, Tenerife–South Säsong: Alghero, Bilbao, Chania, Korfu, Faro, Heraklion, Ibiza, Kefalonia, Kos, Lampedusa, Malta, Menorca, Mykonos, Preveza/Lefkada, Rhodos, Santorini, Skiathos, Split, Toulouse (återupptas 1 april 2024), Zadar, Zakynthos          |
| Egyptair                      | Kairo |
| El Al                         | Tel Aviv |
| Emirates                      | Dubai–International, New York–JFK |
| Ethiopian Airlines            | Addis Ababa, Zürich |
| Etihad Airways                | Abu Dhabi |
| EVA Air                       | Taipei–Taoyuan |
| Eurowings                     | Köln/Bonn, Düsseldorf, Hamburg, Stuttgart |
| Finnair                       | Helsingfors |
| FlyOne                        | Chisinau, Yerevan |
| Gulf Air                      | Bahrain Säsong: Nice |
| Hainan Airlines               | Shenzhen |
| Iberia                        | Madrid |
| Icelandair                    | Säsong: Reykjavík–Keflavík |
| Iran Air                      | Tehran–Imam Khomeini |
| ITA Airways                   | New York–JFK (slutar 7 januari 2024) Säsong: Cagliari |
| Juneyao Air                   | Zhengzhou |
| KLM                           | Amsterdam |
| Korean Air                    | Seoul–Incheon |
| Kuwait Airways                | Kuwait City |
| La Compagnie                  | Newark |
| LATAM Brasil                  | São Paulo–Guarulhos |
| LOT Polish Airlines           | Rzeszów, Warsaw–Chopin |
| Lufthansa                     | Frankfurt, München |
| Lumiwings                     | Foggia |
| Luxair                        | Luxembourg |
| Middle East Airlines          | Beirut |
| Neos                          | Almaty, Amritsar, Kairo, Cancún, Dakar–Diass, Fuerteventura, Gran Canaria, Havana, Holguín, La Romana, Marsa Alam, Mombasa, Nanjing, New York–JFK, Sal, Sharm El Sheikh, Tenerife–South, Toronto–Pearson Säsong: Amman–Queen Alia, Boa Vista, Brindisi, Cagliari, Catania, Cayo Largo, Colombo–Bandaranaike, Korfu, Djerba, Enfidha, Freeport, Heraklion, Ibiza, Karpathos, Kos, Lamezia Terme, Lanzarote, Luxor, Male, Marsa Matruh, Mauritius, Menorca, Monastir, Montego Bay, Mykonos, Nosy Bé, Olbia, Palermo, Palma de Mallorca, Patras, Phuket, Pointe-à-Pitre, Rhodos, Rovaniemi, Salalah, Samos, Santorini, Skiathos, Tel Aviv (inställd), Tianjin, Varadero, Tromsø (återstart 30 december 2023), Zanzibar |
| Nile Air                      | Säsong charter: Marsa Alam |
| Norwegian Air Shuttle         | Oslo |
| Nouvelair                     | Tunis Säsong charter: Djerba |
| Oman Air                      | Muskat |
| Qatar Airways                 | Doha |
| Royal Air Maroc               | Casablanca |
| Royal Jordanian               | Amman–Queen Alia |
| Ryanair                       | Alghero, Alicante, Athens (start 31 mars 2024), Barcelona, Bari, Beauvais (start 1 april 2024), Berlin, Brindisi, Bucharest–Otopeni, Budapest (begins 31 March 2024), Cagliari, Catania, Charleroi, Dublin, Gran Canaria, Lamezia Terme, London–Stansted, Madrid, Málaga, Malta, Manchester, Marrakesh (start 1 april 2024), Neapel, Palermo, Porto, Sevilla, Tenerife–South, Valencia, Woen Säsong: Korfu, Heraklion, Kos, Lanzarote, Palma de Mallorca, Santorini, Trapani, Zadar |
| Saudia                        | Jeddah Säsong: Medina, Riyadh |
| Scandinavian Airlines         | Köpenhamn, Oslo, Stockholm–Arlanda Säsong: Bergen, Stavanger |
| Singapore Airlines            | Barcelona, Singapore |
| Sky Express                   | Aten |
| SunExpress                    | Izmir Säsong: Antalya |
| Swiss International Air Lines | Zürich |
| TAP Air Portugal              | Lissabon |
| Transavia                     | Säsong: Paris–Orly (begins 4 April 2024) |
| Tunisair                      | Tunis |
| Turkish Airlines              | Istanbul |
| Twin Jet                      | Lyon, Marseille |
| United Airlines               | Newark Säsong: Chicago–O'Hare |
| Uzbekistan Airways            | Säsong: Tashkent |
| Vueling                       | Barcelona, Paris–Orly Säsong: Alicante, Bilbao, Ibiza |
| Wizz Air                      | Amman–Queen Alia, Aten, Bacau, Barcelona, Beauvais (börjar 31 mars 2024), Budapest, Chișinău, Comiso (börjar 2 april 2024), Giza, Hurghada, Jeddah, Kraków, Kutaisi, London–Gatwick, Madrid, Marrakesh, Marsa Alam, Podgorica, Prag, Pristina, Reykjavik–Keflavík, Sharm El Sheikh, Skopje, Suceava, Tallinn, Tel Aviv, Tenerife–South (återstart 2 april 2024), Tirana, Vilnius, Yerevan Säsong: Korfu, Heraklion, Lampedusa, Olbia, Porto, Riyadh, Skiathos, Zakynthos |